# Partit Democràtic Popular (Japó, 1950)
El Partit Nacional Democràtic (国民民主党) va ser un partit polític japonés actiu entre l'any 1950 i 1952. Fou fundat com una unió del Partit Democràtic, el Partit Nacional Cooperatiu i els independents de la dieta. El partit era de caràcter centrista i feia oposició al Partit Socialista del Japó i al Partit Liberal del Japó/Partit Liberal. Al febrer de 1952 el partit es va fusionar amb el Shinsei Club (o Club de la Nova Política) i amb el Partit Cooperatiu dels Pagesos per formar el Partit Reformista.

## Resultats electorals

### Cambra de consellers
| Any  | Líder          | Circumscripció | Circumscripció | Circumscripció | Llista de partit | Llista de partit | Llista de partit | Escons    | Escons   | Pos. | Govern   |
| Any  | Líder          | Vots           | %              | Escons         | Vots             | %                | Escons           | Obtinguts | Total    | Pos. | Govern   |
| ---- | -------------- | -------------- | -------------- | -------------- | ---------------- | ---------------- | ---------------- | --------- | -------- | ---- | -------- |
| 1950 | Tomabechi Gizō | 2,966,011      | 10.23          | 8 / 76         | 1,368,783        | 4.89             | 1 / 56           | 9 / 132   | 29 / 250 | 4t   | Oposició |